# CoCreate
Die CoCreate Software GmbH war ein Softwareunternehmen, das auf die Entwicklung von CAD-Programmen für die Elektronikindustrie und den Maschinenbau spezialisiert war. CoCreate galt als Pionier für Softwarelösungen zur webbasierten Zusammenarbeit in der Produktentwicklung.

## Geschichte
1992 begann CoCreate als Geschäftsbereich von Hewlett-Packard mit der Entwicklung von 2D- und 3D-CAD-Systemen. Das 2D-CAD-System, welches unter dem Namen ME10 startete, ist im Maschinenbau im Einsatz.
Eine besondere Rolle im Produktportfolio von CoCreate spielten Datenmanagementprodukte, die die Kunden bei komplexen Entwicklungsaufgaben unterstützen sollten. Cocreate galt als Pionier für Programme zur internetbasierten Zusammenarbeit in der Produktentwicklung (Collaboration, Collaborative Product Design (CPD)).
Der Modellierungsansatz im 3D-CAD Produkt OneSpace Modeling basierte auf dem sogenannten dynamischen Modellieren. Damit sollten CAD-Modelle wesentlich einfacher als bei anderen Systemen erstellt und modifiziert werden können.
Mitte der 1990er Jahre wurde CoCreate zur 100%igen Tochter von Hewlett-Packard. Im Jahr 2000 trennte sich CoCreate von seiner Muttergesellschaft und wurde ein unabhängiges Unternehmen.
Im Jahr 2000 kauften die Finanzinvestoren 3i und Triton CoCreate auf.
CoCreate war in 30 Ländern vertreten und verfügte weltweit über mehr als 300 Mitarbeiter. Die Entwicklungszentren befanden sich in Sindelfingen, Deutschland, und Fort Collins, Colorado, USA.
Mitte 2006 wurde CoCreate vom Investor HBK Investments übernommen. Der Investor verkaufte das Unternehmen am 3. Dezember 2007 für 250 Mio. USD an PTC.

## Produkte
CoCreate vertrieb neben dem CAD System OneSpace Modeling auch das PDM System Model Manager.